# Американська історія жаху: Апокаліпсис
«Американська історія жаху: Апокаліпсис» (англ. American Horror Story: Apocalypse) — восьмий сезон американського телесеріалу «Американська історія жаху», який став кросовером першого та третього сезонів. Прем'єра відбулась 12 вересня 2018 року на каналі FX.

## Сюжет
Події Апокаліпсису розгортаються на Західному узбережжі США у найближчому майбутньому. Після ядерного вибуху, який знищує світ, події переносяться в Аванпост 3 — підземний бункер, який був створений для того, щоб оберігати конкретних виживших людей з сильним генетичним складом. Вільгеміна Венабл та Міріам Мід керують цим бункером, але замість зберегти, намагаючись знищити тих людей, які туди потрапили.
Серед мешканців бункеру опинилися перукар містер Галлант, його бабуся Іві, ведуча ток-шоу Дайна Стівенс, її син Андре, дочка мільярдера Коко сен-П'єр Вандербільт, її асистентка Меллорі та пара Тімоті Кемпбелл і Емілі. Всі вони опиняються під тиском Вільгеміни та Міріам, які повністю контролюють життя в межах бункеру. Зміни пригодять після візиту Майкла Лендона (Антихрист), який зупиняється у бункері начебто з метою перевезти гідних кандидатів у нове місце — «святилище». Він починає обирати хто це буде і стан хаосу навколо лише посилюється.
Згодом, з'являються знайомі з попередніх сезонів нам персонажі: Корделія Гуд, Медісон Монтгомері і Міртл Сноу, і події повертають нас на кілька років назад, щоб показати, що саме привело світ до катастрофи. Там ми зустрічаємо і інших відьм зі школи Корделії, а також персонажів з Будинку-вбивці.

## Актори

### Головні персонажі
- Сара Полсон — Вільгеміна Венабл, Корделія Гуд та Біллі Дін Говард
- Еван Пітерс — містер Галлант, Джеймс Патрік Марч, Тейт Лендон та Джефф Фістер
- Адіна Портер — Дайна Стівенс
- Білли Лурд — Меллорі
- Леслі Гроссман — Коко сен-П'єр Вандербільт
- Коді Ферн — Майкл Лендон
- Емма Робертс — Медісон Монтгомері
- Шайєнн Джексон — Джон Генрі Мур
- Кеті Бейтс — Міріам Мід та Дельфіна Лалорі

### Другорядні персонажі
- Біллі Айкнер — Брок та Матт Наттер
- Кайл Аллен — Тімоті Кемпбелл
- Ешлі Сантос — Емілі
- Еріка Ірвін — Кулак
- Джеффрі Бауєр-Чепман — Андре Стівенс
- Джоан Коллінз — Іві Галлант та Бабблз Макгі
- Френсіс Конрой — Міртл Сноу та Мойра О'Хара
- Таїсса Фарміґа — Зої Бенсон та Вайлет Гармон
- Габурі Сідібе — Куїнні
- Джон Джон Брионес — Арієль Августус
- Біллі Портер — Беголд Шаблі
- Бредлі Вонг — Болдуїн Пенніпекер
- Джон Гетц — Сен-П'єр Вандербільт
- Карло Рота — Антон Ла-Вей

### Запрошені актори
- Чад Джеймс Бьюкенан — Стю
- Шон Блейкмор — агент Кооперативу
- Леслі Фера — агент Кооперативу
- Діна Меєр — Нора Кемпбелл
- Тревіс Шульдт — містер Кемпбелл
- Лілі Рейб — Місті Дей
- Стіві Нікс — в ролі самої себе
- Єйн Пер — містер Кінгері
- Ділан Макдермотт — доктор Бен Гармон
- Конні Бріттон — Вів'єн Гармон
- Джессіка Ленґ — Констанс Лендон
- Наомі Гроссман — Саманта Кроу
- Міна Суварі — Елізабет Шорт
- Сем Кінслей — Борегард «Бо» Лендон
- Селія Фінкельштейн — Гледіс
- Ленс Реддік — Папа Легба
- Джеймі Брюер — Нен
- Сандра Бернгард — Ганна
- Гарріет Сенсом Гарріс — Меделін
- Домінік Берджесс — Філ
- Марк Іванір — Микола II
- Емілія Арес — Анастасія Миколаївна
- Євгеній Карташов — Яків Юровський
- Анджела Бассетт — Марі Лаво

## Список епізодів
| № серії (загалом) | № серії (в сезоні) | Назва серії                                            | Режисер(и)           | Сценарист(и)              | Оригінальна дата показу | Код серії | Глядачів США (млн) |
| ----------------- | ------------------ | ------------------------------------------------------ | -------------------- | ------------------------- | ----------------------- | --------- | ------------------ |
| 85                | 1                  | «Кінець» «The End»                                     | Бредлі Букер         | Раян Мерфі та Бред Фелчак | 12 вересня 2018         | 8ATS01    | 3,08               |
| 86                | 2                  | «Наступного ранку» «The Morning After»                 | Дженніфер Лінч       | Джеймс Вонг               | 19 вересня 2018         | 8ATS02    | 2,21               |
| 87                | 3                  | «Заборонений плід» «Forbidden Fruit»                   | Лоні Перістер        | Менні Кото                | 26 вересня 2018         | 8ATS03    | 1,95               |
| 88                | 4                  | «А може, це... Сатана?» «Could It Be... Satan?»        | Шері Фолксон         | Тім Майнір                | 3 жовтня 2018           | 8ATS04    | 2,02               |
| 89                | 5                  | «Чудо-хлопчик» «Boy Wonder»                            | Гвінет Гордер-Пейтон | Джон Дж. Грей             | 10 жовтня 2018          | 8ATS05    | 2,12               |
| 90                | 6                  | «Повернення в Будинок-убивцю» «Return to Murder House» | Сара Полсон          | Крістал Ліу               | 17 жовтня 2018          | 8ATS06    | 2,01               |
| 91                | 7                  | «Зрадник» «Traitor»                                    | Дженніфер Лінч       | Адам Пенн                 | 24 жовтня 2018          | 8ATS07    | 1,85               |
| 92                | 8                  | «Візит» «Sojourn»                                      | Бредли Букер         | Джош Грін                 | 31 жовтня 2018          | 8ATS08    | 1,63               |
| 93                | 9                  | «Підпалюй і володарюй» «Fire and Reign»                | Дженніфер Арнольд    | Аша Мішель Вілсон         | 7 листопада 2018        | 8ATS09    | 1,65               |
| 94                | 10                 | «Апокаліпсис не сьогодні» «Apocalypse Then»            | Бредлі Букер         | Раян Мерфі та Бред Фелчак | 14 листопада 2018       | 8ATS10    | 1,83               |

## Виробництво

### Розробка
12 січня 2017 року серіал було продовжено на восьмий сезон з прем'єрою, яку визначили на 12 вересня 2018 року. У жовтні 2016 року один із творців серіалу Раян Мерфі оголосив про кросовер між попередніми сезонами «Будинок-вбивця» та «Шабаш». У січні 2018 року Мерфі зазначив, що сезоном-кросовером найімовірніше стане дев'ятий сезон, однак в червні 2018 року він оголосив, що ним таки стане восьмий сезон. Він також зазначив, що дія сезону буде розгортатися в майбутньому, в жовтні 2019 року, і за манерою подачі сезон буде нагадувати попередні «Притулок» та «Шабаш».
19 липня 2018 року, на фестивалі «Comic-Con», було оголошено, що сезон отримав назву «Апокаліпсис».

### Кастинг
1 жовтня 2017 року було оголошено, що Сара Полсон повернеться в восьмий сезон шоу. 
20 березня 2018 року було оголошено, що в серіал повернуться Кеті Бейтс та Еван Пітерс, які також виконають головні ролі нарівні з Полсон. 
4 квітня 2018 року було оголошено, що Джоан Коллінз приєдналася до серіалу в ролі бабусі персонажа Евана Пітерса. 
7 квітня 2018 року також було оголошено, що в шоу повернуться Адіна Портер, Шайєнн Джексон, Біллі Айкнер і Леслі Гроссман, —  актори, що знімалися в «Культі». 
18 травня 2018 року було оголошено, що Біллі Лурд також повернеться в серіал.
17 червня 2018 року про своє повернення з роллю Медісон Монтгомері з «Шабашу» оголосила Емма Робертс. Райан Мерфі зазначив, що інші відьми з «Шабашу» також були запрошені повторно виконати свої ролі. У тому ж місяці він оголосив, що запросив в серіал Анжеліку Г'юстон, тоді як Полсон підтвердила, що виконає її роль Корделії Гуд з «Шабашу». 
14 липня 2018 року було оголошено, що з гостьовими ролями в сезоні з'являться Джеффрі Бауєр-Чепман та Кайл Аллен. 
26 липня 2018 року було оголошено, що Коді Ферн виконає роль змужнілого Майкла Лендона — Антихриста, який народився під час сезону «Будинок-вбивця».